# Flaochad
Flaochad či Flaochat (? - 642) byl majordomus burgundského paláce od roku 639 do roku 642. Do funkce byl jmenován královnou Nanthildou, která mu dala za manželku svou neteř Ragnobertu.
V době, kdy byl Flaochad jmenovaný majordomem, byl v dlouhodobém sporu s burgundským patricijem Willibadem, kterého se chtěl zbavit. U soudu v Chalonu se ho pokusil zavraždit, což se mu nepodařilo a tak opustil svůj palác, aby ho vyzval na souboj, kterému zabránil Flaochadův bratr Amalbert.
Nakonec Flaochad přesvědčil Chlodvíka II., aby vyzval Willibalda na soud do Autunu. Oba burgundští šlechtici se nakonec střetli v bitvě u Autunu, v niž byl Willibad zabit. Flaochad ho přežil jen o jedenáct dní, kdy zemřel na horečku. Podle Fredegarovy kroniky byli oba obětí božského soudu, protože si přísahali přátelství na svatých místech a následně vyplenili zemi a válčili proti sobě, aby se obohatili.
Flaochad byl poslední majordomus burgundského paláce, nezávislý na Neustrii. Po jeho smrti se majordomem stal Erchinoald z Neustrie.